# Estado associado
Um Estado associado é um sócio soberano de um estado nacional, livre entre um território político e uma nação, que geralmente é menor.
Os detalhes de um estado associado se encontram no Tratado de Livre Associação, ou o Acto Associado dos Estados, e são específicos aos países implicados.
Nos Estados Unidos, as Filipinas foram o primeiro estado associado, sendo que entre 1935 e 1946 os assuntos externos e militares das Filipinas foram manejados pelos Estados Unidos, mesmo que constitucionalmente independentes.

## Estados em uma associação formal
| Sócio minoritário | Associado com                                | Nível de associação |
| ----------------- | -------------------------------------------- | --- |
| Ilhas Cook        | Nova Zelândia, · desde 4 de agosto de 1965   | A Nova Zelândia mantém a responsabilidade pelos assuntos externos e defesa; contudo, essas responsabilidades não conferem direitos de controle e são apenas exercidas a pedido do Governo das Ilhas Cook. |
| Ilhas Marshall    | Estados Unidos, · desde 1986                 | Os Estados Unidos fornecem defesa, o financiamento de subsídios e acesso a serviços sociais estadunidenses para os cidadãos dessas áreas sob o Tratado de Livre Associação.                               |
| Micronésia        | Estados Unidos, · desde 1986                 | Os Estados Unidos fornecem defesa, o financiamento de subsídios e acesso a serviços sociais estadunidenses para os cidadãos dessas áreas sob o Tratado de Livre Associação.                               |
| Niue              | Nova Zelândia, · desde 19 de outubro de 1974 | A Nova Zelândia mantém a responsabilidade pelos assuntos externos e defesa; contudo, essas responsabilidades não conferem direitos de controle e são apenas exercidas a pedido do Governo de Niue.        |
| Palau             | Estados Unidos, · desde 1994                 | Os Estados Unidos fornecem defesa, o financiamento de subsídios e acesso a serviços sociais estadunidenses para os cidadãos dessas áreas sob o Tratado de Livre Associação.                               |

A Commonwealth das Filipinas foi o primeiro estado associado do Estados Unidos. De 1935 a 1946, os assuntos externos e militares da Commonwealth foram tratados pelos Estados Unidos, embora fosse de outra forma constitucionalmente separada e independente nos assuntos internos.
Os Estados Federados da Micronésia (desde 1986), as Ilhas Marshall (desde 1986) e Palau (desde 1994), ambos países são membros da ONU, estão associados com os Estados Unidos sob o que é conhecido como Tratado de Livre Associação, dando aos Estados a soberania internacional e o controle máximo sobre o seu território. No entanto, os governos dessas regiões concordaram em permitir que os Estados Unidos fornecem defesa; o fundo do governo federal dos Estados Unidos concedem acesso a serviços sociais para os cidadãos dessas áreas. Os Estados Unidos se beneficiam de sua capacidade de usar as ilhas como bases militares estratégicas.
As Ilhas Cook (desde 1965) e Niue (desde 1974), têm o estatuto de "autogoverno em livre associação". A Nova Zelândia não pode legislar para eles, e em algumas situações eles são considerados estados soberanos. Nas relações externas ambos interagem como estados soberanos, e eles foram autorizados a entrarem como Estados em tratados e agências da ONU. A Nova Zelândia não as consideram estados constitucionalmente soberanos, devido à sua contínua utilização de cidadania neozelandesa. Ambos estabeleceram seus próprios regimes de nacionalidade e imigração. As Ilhas Cook já expressaram o desejo de se tornar um estado membro da ONU, mas a Nova Zelândia declarou que não apoiaria a aplicação desse estatuto sem uma mudança em relação a sua constituição, em particular o direito da população das ilhas a cidadania neozelandesa.
Toquelau (um território dependente da Nova Zelândia) votou em um referendo em fevereiro de 2006 para determinar se a região queria permanecer como território da Nova Zelândia ou tornar-se o terceiro estado em livre associação com a Nova Zelândia. Entretanto, apesar da maioria dos eleitores optarem pela livre associação, o número de votos não alcançou o limite de dois terços necessários para a aprovação. Uma repetição do referendo, em outubro de 2007, sob a supervisão das Nações Unidas produziram resultados semelhantes, faltando apenas dezesseis votos para a aprovação.

## Outras relações comparáveis 
Existem outras situações em que um estado tem poder sobre outra unidade política. Um território dependente é um exemplo disso, onde uma área tem seu próprio sistema político e autogoverno, muitas vezes interna, mas não tem soberania total. Em uma forma flexível de associação, alguns estados soberanos cedem algum poder para outros estados, muitas vezes em termos de assuntos externos ou de defesa. Apesar de serem de outra forma constitucionalmente separados e independentes no resto dos outros assuntos.

### Estados cedentes de poder para outro estado
| Sócio         | Em associação com                          | Nível de associação |
| ------------- | ------------------------------------------ | --- |
| Andorra       | Espanha e · França, desde 1278             | A responsabilidade pela defesa de Andorra é da Espanha e da França. |
| Kiribati      | Austrália e · Nova Zelândia                | Quiribáti não tem defesa militar. A defesa nacional é fornecida pela Austrália e Nova Zelândia. |
| Liechtenstein | Suíça , · desde 1923                       | Embora o chefe de Estado representa Liechtenstein nas suas relações internacionais, a Suíça assumiu a responsabilidade por grande parte das relações diplomáticas do Principado. Liechtenstein não possui defesa militar. |
| Mónaco        | França, desde 1861                         | A França concordou em defender a independência e soberania de Mônaco, enquanto o Governo monegasco concordou em exercer os seus direitos de soberania, em conformidade com os interesses franceses, o que foi reafirmado pelo Tratado de Versalhes, em 1919.                                                                       |
| Nauru         | Austrália, desde 1968                      | Nauru não tem defesa militar. A Austrália leva informalmente a responsabilidade pela sua defesa. |
| Samoa         | Nova Zelândia                              | Samoa não tem defesa militar regular. A Nova Zelândia fornece proteção sob um acordo informal. |
| San Marino    | Itália                                     | A responsabilidade pela defesa de San Marino pertence a Itália. |
| Vaticano      | Suíça , desde 1506, e · Itália, desde 1929 | De acordo com o Tratado de Latrão, quem perde a cidadania vaticana e não possui nenhuma outra cidadania, automaticamente torna-se um cidadão italiano. A defesa militar do Vaticano é fornecida pela Itália e o Vaticano também usa a Guarda Suíça, fundada pelo Papa Júlio II e fornecida pela Suíça, como guarda-costas do Papa. |

As relações exteriores do Butão, uma monarquia budista do Himalaia, foram parcialmente manejadas pela república vizinha Índia (entre 1949 e 2007), que, assim, de certa forma, continuou o papel do antigo colonizador britânico como protetor, em uma forma flexível de associação, embora Butão fosse de outra forma constitucionalmente separado e independente em todos os outros assuntos. Uma relação similar existiu entre Siquim e a Índia a partir de 1950 até 1975, quando Siquim tornou-se um estado da Índia.
Segundo uma lei da República do Tartaristão (1990-2000) e do Tratado de Delegação de Competências mútuas entre esta e a Federação Russa (1994), de 1994 a 2000, o Tartaristão foi considerado um estado soberano sob a lei internacional, mas associado com a Rússia.
De acordo com declarações de funcionários da Abecásia e da Transnístria (repúblicas autoproclamados parcialmente reconhecidas que separaram-se das antigas repúblicas soviéticas da Geórgia e da Moldávia), ambas pretendem após o reconhecimento de sua independência tornar-se estados associados da Federação Russa. Na Transnístria foi realizado um referendo em setembro de 2006, em que a separação da Moldávia e a "futuro livre associação" com a Rússia foi aprovada por uma margem de 97%, apesar de os resultados do referendo não terem sido internacionalmente reconhecidos.